# Nagawonji
Nagawonji, u Bagandów z Ugandy bogini głodu i niedostatku.